# اینوخوزا دل دوکه
اینوخوزا دل دوکه (به اسپانیایی: Hinojosa del Duque) یک دهستان در اسپانیا است که در استان کوردوبا (اسپانیا) واقع شده‌است. اینوخوزا دل دوکه ۵۳۱٫۴۷ کیلومتر مربع مساحت و ۷٬۱۲۶ نفر جمعیت دارد و ۵۴۲ متر بالاتر از سطح دریا واقع شده‌است.